# 1202

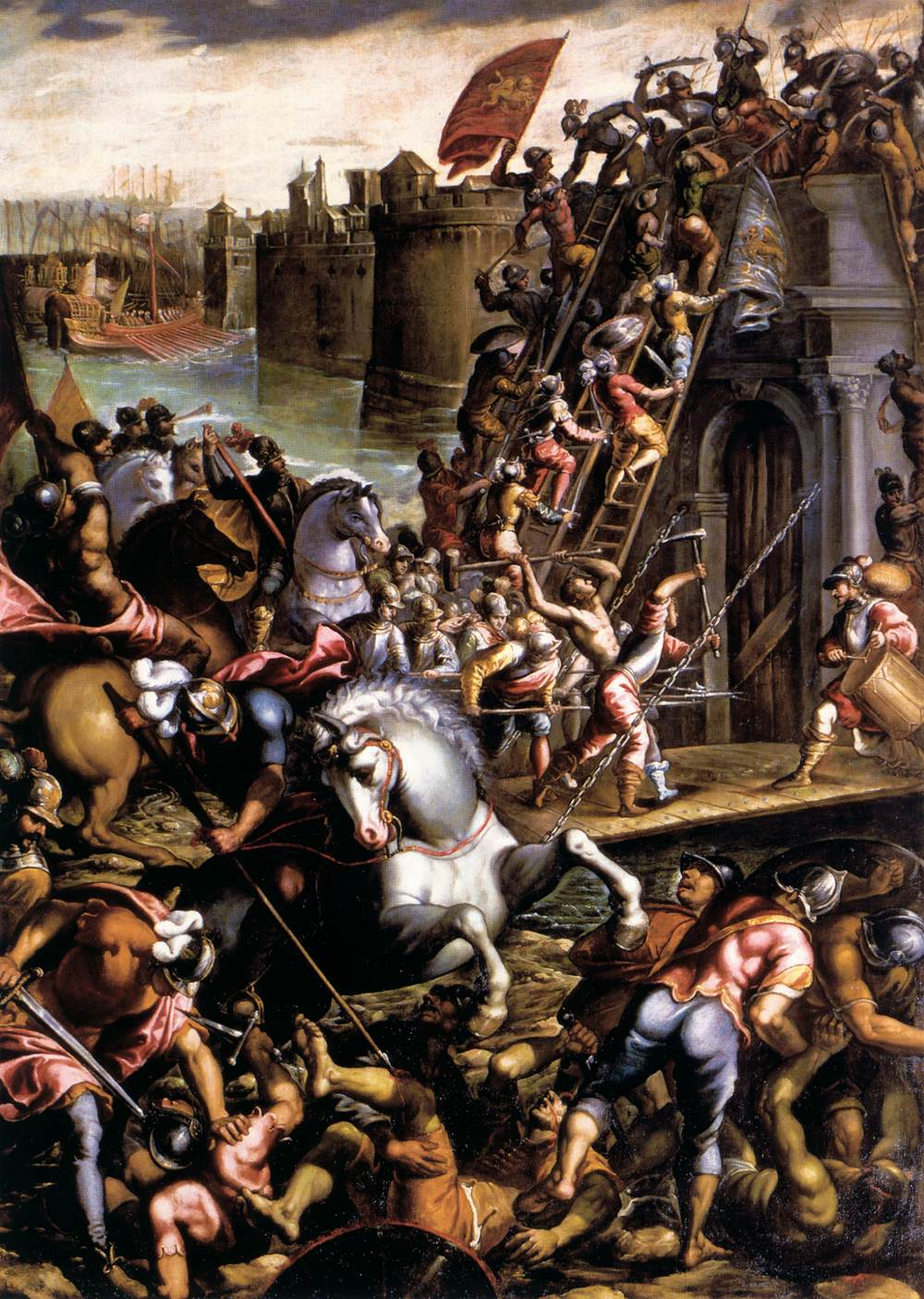
De kruisvaarders nemen Zara in

Het jaar 1202 is het 2e jaar in de 13e eeuw volgens de christelijke jaartelling.

## Gebeurtenissen
- De Vierde Kruistocht neemt zijn aanvang. In Venetië is echter zowel van de verwachte kruisvaarders als van de door de Venetianen gewenste betaling voor het overzetten naar Egypte maar iets meer dan de helft aanwezig.
  - Ter compensatie voor de ontbrekende betaling, stelt doge Enrico Dandolo voor dat de kruisvaarders Zara innemen.
  - 10-23 november - Beleg van Zara: De kruisvaarders belegeren en beschieten Zara en veroveren het voor Venetie.
- Grootžupan Stefan Nemanjić van Servië wordt door zijn oudere broer Vukan
 met Hongaarse hulp verdreven.
- Filips II ontneemt Jan zonder Land diens lenen Touraine en Anjou. Hierdoor komt het tot een staat van oorlog tussen Frankrijk en Engeland.
- 20 mei - Een zware aardbeving treft Libanon en de rest van het oostelijke Middellandse Zeegebied.
- De Orde van de Zwaardbroeders wordt opgericht, een militaire ridderorde gericht op het bekeren van de Esten, Lijven en Letten.
- De Italiaanse wiskundige Leonardo Fibonacci schrijft het belangrijke wiskundige werk Liber Abaci, waarin hij onder meer de Arabische cijfers introduceert in Europa.
- 7 september - Dirk VII van Holland verwoest 's-Hertogenbosch.
  - Bij Heusden wordt Dirk verslagen door Hendrik I van Brabant en gevangengenomen. Hij moet niet alleen een losprijs betalen, maar ook Hendrik als leenheer erkennen over het zuiden van Holland, en de bisschop van Utrecht over het noorden.
- 21 april - Twee jaar na zijn verkiezing wordt Hugo II van Pierrepont geïnstalleerd als prins-bisschop van Luik.
- Willem van Maleval wordt zalig verklaard.
- oudst bekende vermelding: Asten, Munstergeleen, Nyborg

## Opvolging
- Angoulême - Adhemar opgevolgd door zijn dochter Isabella
- Denemarken - Knoet VI opgevolgd door zijn broer Waldemar VII
- patriarch van Jeruzalem (Latijns) - Aimaro Monaco dei Corbizzi opgevolgd door Soffredo Errico Gaetani
- Karinthië - Ulrich II opgevolgd door zijn broer Bernard
- Krakau - Mieszko III opgevolgd door zijn zoon Wladislaus Spillebeen
- Noorwegen - Sverre opgevolgd door zijn zoon Haakon III
- Perche - Godfried III opgevolgd door zijn zoon Thomas
- Sidon - Reginald opgevolgd door zijn zoon Balian I Grenier
- Orde van Sint Jan van Jeruzalem (grootmeester) - Geoffrey de Donjon opgevolgd door Alfons van Portugal
- Vendôme - Burchard IV opgevolgd door zijn kleinzoon Jan II

## Afbeeldingen

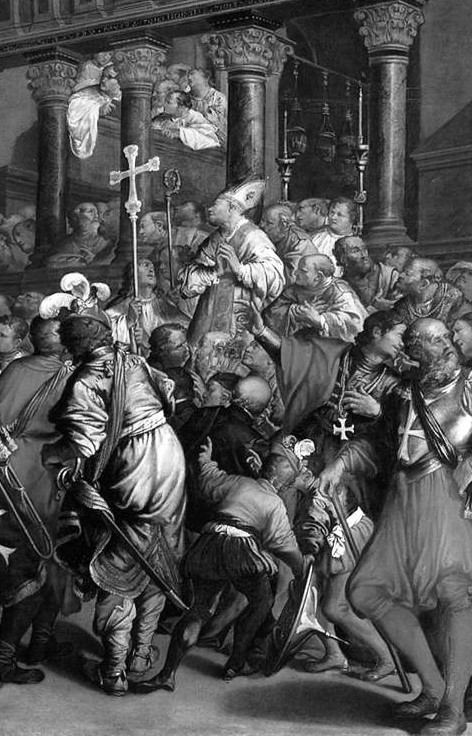
Doge Enrico Dandolo en de kruisridders zweren de kruisvaarderseed
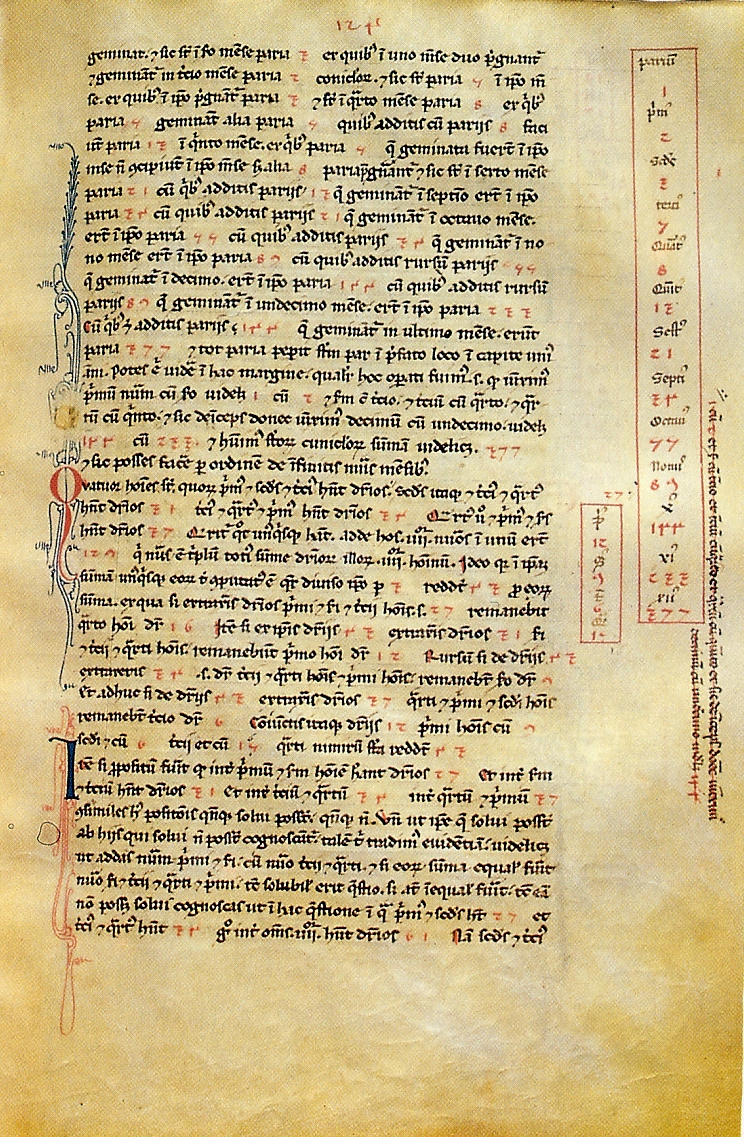
Een pagina uit het Liber abica

## Geboren
- Bonifatius II, markgraaf van Monferrato (1225-1253)
- Cunigonde van Hohenstaufen, echtgenote van Wenceslaus I van Bohemen
- Margaretha II, gravin van Vlaanderen en Henegouwen (1244-1278/1280)
- Mathilde II van Boulogne, gravin van Boulogne en Dammartin, echtgenote van Alfons III van Portugal
- Jutta van Bohemen, echtgenote van Bernard van Karinthië (jaartal bij benadering)

## Overleden
- 9 januari - Birger Brosa, jarl van Zweden
- 9 maart - Sverre (~50), koning van Noorwegen (1184-1202)
- 13 maart - Mieszko III (~75), groothertog van Polen (1173-1177)
- 30 maart - Joachim van Fiore, Italiaans mysticus en theoloog
- 16 juni - Adhemar, graaf van Angoulême
- 12 november - Knoet VI (~40), koning van Denemarken (1182-1202)
- Alanus van Rijsel, Frans theoloog
- Blondel de Nesle, Frans edelman en dichter
- Burchard IV, graaf van Vendôme
- Geoffrey de Donjon, grootmeester van de Orde van Sint Jan van Jeruzalem
- Godfried III, graaf van Perche
- Inge Magnusson, tegenkoning van Noorwegen
- Reginald van Sidon, Jeruzalems edelman